# بناء درامي
البناء الدرامي هو بنية أو هيكل الأعمال الدرامية مثل المسرحيات والأفلام. كثير من الباحثين قاموا بتحليل البناء الدرامي وأولهم هو أرسطو في كتاب الخطابة والشعر (335 قبل الميلاد). هذه المقالة تركز بشكل رئيسي على تحليل غوستاف فريتاخ للأعمال المسرحية الإغريقية والشيكسبيرية.

## تاريخ
وضع أرسطو في كتاب الشعر والخطابة مبدأ يتمثل في أن «الكل» هو ما له بداية ومنتصف ونهاية. هذا التقسيم المعتمد على ثلاثة أجزاء: بداية، منتصف، نهاية، بقي مهيمناً إلى أن جاء الناقد المسرحي الروماني هوريس وقدم بناء يتكون من خمسة أجزاء في كتابه «آرس بوتيكا» حيث يقول: المسرحية يجب أن لا تزيد ولا تنقص عن خمسة فصول. ثم قام مسرحيو عصر النهضة بإعادة إحياء البناء المعتمد على خمسة فصول. وفي عام 1863، أي في وقت مزامن لبدء كتاب مسرحيين مثل هنريك إبسن بالتخلي عن البناء المعتمد على 5 فصول ومحاولاتهم المتكونة من ثلاثة أو أربعة فصول، كتب غوستاف فريتاغ كتاب Die Technik des Dramas وهو عبارة عن دراسة حول البناء المكون من خمسة فصول، وفيه عرض وأسس ما عرف لاحقاً بهرم فريتاغ. ضمن هذا الهرم، تتكون حبكة القصة من خمسة أجزاء: التقديم، الحدث الصاعد، الذروة، الحدث النازل، والانكشاف أو المصيبة.

## تحليل فريتاغ

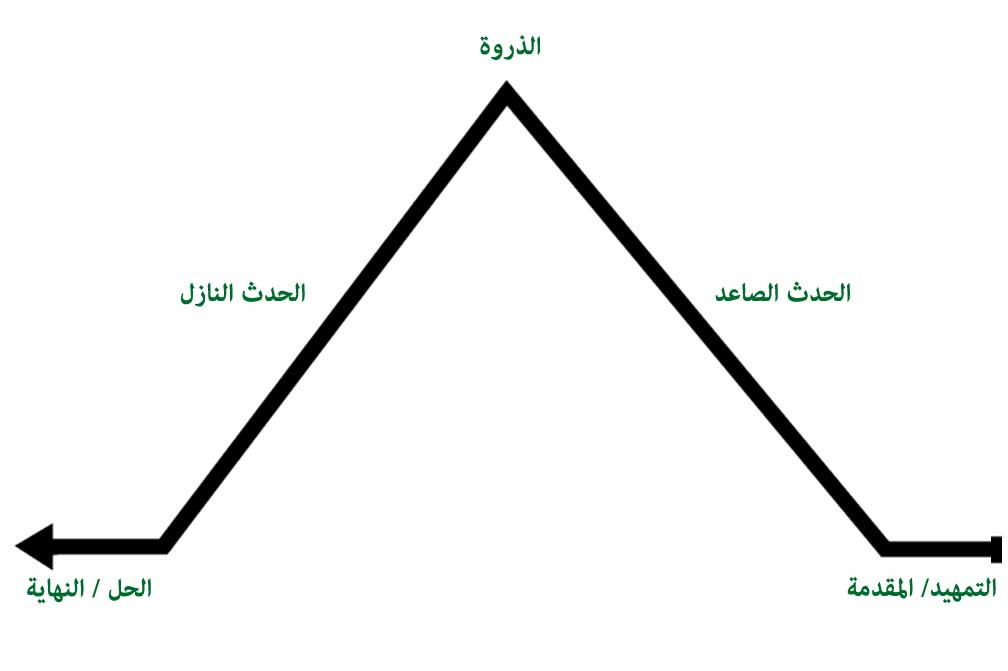
رسم إيضاحي للتقسيم الذي وضعه فريتاغ أو ما يسمى أحياناً بهرم فريتاغ

وفقا لفريتاغ فإن الدراما تنقسم إلى خمسة أجزاء أو أطوار، يشير إليها البعض بالمنحنى الدرامي وهي: المقدمة والحدث الصاعد والذروة والحدث النازل والخاتمة.
وعلى الرغم من أن تحليل فريتاغ للبناء الدرامي يستند أساسا على المسرحيات المكونة من خمس فصول، إلا أنه يمكن تطبيقه أحيانا (مع بعض التعديلات) على القصص القصيرة والروايات على حد سواء. ومع ذلك فإن هرم فريتاغ لا يمكن تطبيقه دائما بسهولة خصوصا في المسرحيات الحديثة مثل مسرحية ألفريد أوري سائق السيدة دايزي التي تنقسم فعليا إلى خمس وعشرين مشهد من دون تطورات حادة.

### التمهيد أو المقدمة
المقدمة توفر المعلومات الأساسية اللازمة للفهم الصحيح للقصة، مثل معضلات بداية القصة والشخصيات وتأسيس المكان. وتقوم أيضا بتلخيص موضوع القصة. والزمن الذي تدور فيها الأحداث أيضاً. في بعض النصوص تكون المقدمة مباشرة جدا مثل أن تبدأ ب كان يا ما كان...

### الحدث الصاعد
خلال الحدث الصاعد، يكون أساس الصراعات الداخلية معقد من خلال إدخال الصراعات الثانوية ذات الصلة، بما في ذلك العقبات المختلفة التي تعطل محاولات بطل الرواية لتحقيق هدفه. يمكن للصراعات الثانوية أن تتضمن خصوم أقل أهمية من الخصم الأساسي للقصة، الذين من الممكن أن يكونوا يعملون معه أو يعملون بشكل منفصل، كالعمل لأجل أنفسهم أو لأحداث غير معروفة. العمل المرتفع هو القاعدة للقمة.

### الذروة
المشهد الثالث يحوي قمة الحدث، نقطة التحول، التي تحدد تغير في شئون البطل سواء للأفضل أو الأسوأ إذا كانت القصة كوميدية، فإن الأمور قد سارت بشكل سيئ بالنسبة لبطل القصة حتى هذه اللحظة، والآن، المد والجزر - إن صح التعبير - سوف يتحول، وستبدأ الأمور بالسير على ما يرام بالنسبة له أو لها. إذا كانت القصة مأساوية، فإن حالة الأمور سوف تنعكس، بتحولها من جيدة إلى سيئة بالنسبة لبطل القصة، ببساطة، هذا هو الجزء الذي يحدث فيه الجزء الرئيسي أو الجزء الأكثر إثارة.

### الحدث النازل
خلال الحدث النازل يكشف النقاب عن الصراع بين بطل الرواية وخصمه، مع فوز أو خسارة بطل الرواية ضد الخصم. الحدث النازل قد يحتوي على لحظة تشويق نهائية، حيث تكون النتيجة النهائية للصراع محلاً للشك.

### حلّ العقدة أو النهاية أو الفاجعة
وتضم الخاتمة الأحداث بين الحدث النازل ومشهد النهاية الفعلي من الدراما أو الرواية، وهكذا يتشكل ختام القصة. يتم حل النزاعات، وخلق حالة طبيعية للشخصيات، والشعور بالتنفيس والتحرر من التوتر والقلق بالنسبة للقارئ. أشتقاقاً، الكلمة الفرنسية "dénouement" مستمدة من الكلمة الفرنسية القديمة "desnouer" «لتوحيد» من العقدة وفي اللاتينية لـ "Knot" لـ عقد. ببساطة، الخاتمة هي التفكيك أو الحل لتعقيدات الحبكة الروائية.
الكوميديا تنتهي بخاتمة (استنتاج) يكون فيها بطل الرواية أفضل حالاً مما كان عليه في بداية القصة. التراجيديا تنتهي بفاجعة تجعل البطل اسوأ مما بدا عليه في بداية القصة. أحد الأمثلة على الخاتمة الكوميدية النموذجية هي المشهد الأخير من كوميديا شكسبير (As You Like It)، حيث تزوج الثنائي، وتاب الشرير، وكشفت اثتين من الشخصيات المقنعة عن نفسها ليراها الجميع، واستعاد الحاكم السلطة. في تراجيديات شكسبير، حلّ العقدة يكون عادةً بموت واحد أو أكثر من الشخصيات. بينما الأعمال أكثر حداثة قد لا يكون لها خاتمة، وذلك لأنها تنتهي بشكل سريع أو مفاجئ.

## نقد
تحليل فريتاغ كان لا يقصد به التطبيق للمسرحيات الحديثة، ولكن المسرحيات اليونانية القديمة والمسرحيات الشكسبيرية.
عروض مسرحية معينة انتقدت بواسطة «لجوس اجري» في فن الكتابة الدرامية وقد صرح: «العرض نفسه هو جزء من المسرحية بأكملها، وليس ببساطة أن يكون موجوداً في البداية ثم يهمل في النهاية» ووفقاً ل اجري فإن تمثيل الشخصيات يكشف ماهيتهتم والعرض يجب أن يكون بشكل طبيعي. ينبغي أن تكون بداية المسرحية تبدأ مع بداية الصراع.
تستخدم الأعمال الدرامية المعاصرة السقوط على نحو متزايد لزيادة الارتفاع النسبي للذروة والتأثير الدرامي (ميلودراما). بطل الرواية يصل ولكن يسقط ويستسلم للشكوك والمخاوف، والقيود. يمكننا القول أن ذروة الحدث تكمن عندما تأتي لحظة الإلهام إلى البطل ويكتشف أن أعظم ما يخافه مُمكن ويفقد خلالها شيئاً مهماً هذه الخسارة تعطي البطل الشجاعة لتحمل عقبة أخرى. هذه المواجهة أصبحت الذروة الكلاسيكية.